# Mortician
I Mortician sono una band death metal e grindcore statunitense formatasi a Yonkers nel 1989. Hanno pubblicato la maggior parte dei loro album per Relapse Records tranne gli ultimi due, usciti per due label indipendenti quali Mortician Records e Crash Music. I testi delle loro canzoni e l'artwork dei loro dischi sono fortemente ispirati all'immaginario dei film horror.

## Storia del gruppo
Le origini del gruppo risalgono al 1989 quando Will Rahmer (basso e voce attuale) e Matt Sicher (batteria) creano la band utilizzando il nome "Casket", per poi cambiarlo in "Mortician" poco tempo dopo ispirati dalla loro prima canzone, intitolata appunto Mortician. Nel dicembre dello stesso anno registrano, nel seminterrato della casa di Matt Sicher, il loro primo demo promozionale. Nel febbraio 1990 le stesse canzoni vengono ri-registrate in studio su un nuovo demo. È John McEntee degli Incantation a suonare le chitarre su questa registrazione il quale, per tutto il 1990, fa parte anche dei Mortician così come Will Rahmer si alterna come cantante sia dei Mortician che dei colleghi Incantation.
Nel gennaio 1991 si unisce alla band l'attuale chitarrista Roger J. Beaujard. Il gruppo intraprende un intenso tour attraverso il nord-est degli Stati Uniti e proprio durante questa serie di concerti la Relapse Records li contatta per offrirsi di produrgli un EP, Mortal Massacre. Successivamente il batterista Matt Sicher viene allontanato dalla band a causa del suo eccessivo uso di droghe e della conseguente mancanza di impegno nel suonare la batteria. Matt muore qualche tempo dopo affogando in un lago dopo esservi entrato mentre era sotto l'effetto della fenciclidina. All'inizio del 1992, rimasti senza un batterista, Will e Roger decidono di ricorrere ad una drum machine in seguito ad alcune infruttuose ricerche di un sostituto per Matt Sicher. Per le esibizioni live si affidano a musicisti turnisti.
Dopo essere apparsi con diverse loro canzoni su alcuni sample e compilation della Relapse, nel 1994 registrano il singolo House by the Cemetery e, nel 1995, l'EP omonimo. Il disco riscuote un buon successo e tra i fan è considerato come una delle migliori composizioni della band. Durante l'anno si esibiscono più volte in concerto a New York con dei turnisti alle chitarre e Beaujard alla batteria. Nel luglio 1996 esce, per Relapse Records, il loro primo full-length Hacked up for Barbecue. Nell'ottobre e novembre dello stesso anno sono in tour assieme ad Anal Cunt e Incantation. La tournée permette loro di suonare davanti ad un pubblico maggiore del solito e di farsi conoscere da nuovi fan. All'inizio del 1997 i Mortician registrano la canzone Skin Peeler per la colonna sonora del film Gummo, diretto da Harmony Korine e prodotto dalla New Line Cinema. Nel 1998 il gruppo pubblica l'EP Zombie Apocalypse e in settembre partecipa, come headliner, al festival Fuck the Commerce in Germania riscuotendo un gran successo. Alla fine degli anni novanta i Mortician iniziano ad apparire in tutti i principali festival statunitensi cementando così la loro base di fan. La band chiude il millennio pubblicando, nel 1999, il suo secondo album, Chainsaw Dismemberment.
Nel 2001 esce il terzo full-length del gruppo, Domain of Death. La pubblicazione del disco è seguita da un tour che attraversa gli Stati Uniti e vede i Mortician in compagnia dei Goatwhore e dei Malignancy. Si succedono poi esibizioni in Messico ed in Repubblica Ceca. Sempre nello stesso anno la band partecipa anche al Wacken Open Air, il principale festival heavy metal in Europa, e al No Mercy Festival, una rassegna itinerante di metal estremo nella quale suonano al fianco di Marduk, Amon Amarth, God Dethroned, Vader, Sinister e altri. Il 22 aprile 2003 esce per Mortician Records Darkest Day of Horror, quarto album in studio.
Il 2004 è un anno molto prolifico per il gruppo, vengono pubblicati infatti tre dischi. Il primo è uno split con i Fleshgrind intitolato Living Dead; il secondo, Zombie Massacre Live, è un album dal vivo che raccoglie canzoni da 6 diversi concerti negli Stati Uniti; infine la terza pubblicazione è il loro quinto album in studio chiamato Re-Animated Dead Flesh.

## Formazione

### Formazione attuale
- Will Rahmer - voce e basso
- Roger J. Beaujard - chitarra e drum machine
- Sam Inzerra - batteria turnista

### Ex componenti
- Dave Culross - batteria turnista
- Ron Kachnic - chitarra
- Matt M. - chitarra
- Mike Maldonado - batteria turnista
- John McEntee - chitarra
- Vic Novack - batteria turnista
- Anthony Prieto - chitarra turnista
- Brian Sekula - chitarra turnista
- Matt Sicher - batteria
- Desmond Tolhurst - basso e chitarra
- George Torres - batteria turnista

## Discografia
Album in studio
- 1996 - Hacked up for Barbecue
- 1999 - Chainsaw Dismemberment
- 2001 - Domain of Death
- 2003 - Darkest Day of Horror
- 2004 - Re-Animated Dead Flesh

Raccolte
- 1993 - Mortal Massacre
- 2002 - Final Bloodbath Session
- 2016 - From The Casket

Live
- 2004 - Zombie Massacre Live

Demo
- 1989 - Rehearsal 12/14/89
- 1990 - Demo 1

EP
- 1990 - Brutally Mutilated
- 1991 - Mortal Massacre
- 1995 - House by the Cemetery
- 1998 - Zombie Apocalypse

Singoli
- 1994 - House by the Cemetery
- 1997 - Zombie Apocalypse

Split
- 2004 - Living Dead
- 2005 - Relapse Singles Series Vol. 5
- 2007 - Yonkers Death - Unreleased Death Metal Comp from 1991